# Notoplites bilobus
Notoplites bilobus är en mossdjursart som först beskrevs av Busk 1884.  Notoplites bilobus ingår i släktet Notoplites och familjen Candidae. Inga underarter finns listade i Catalogue of Life.